# Washington Mews

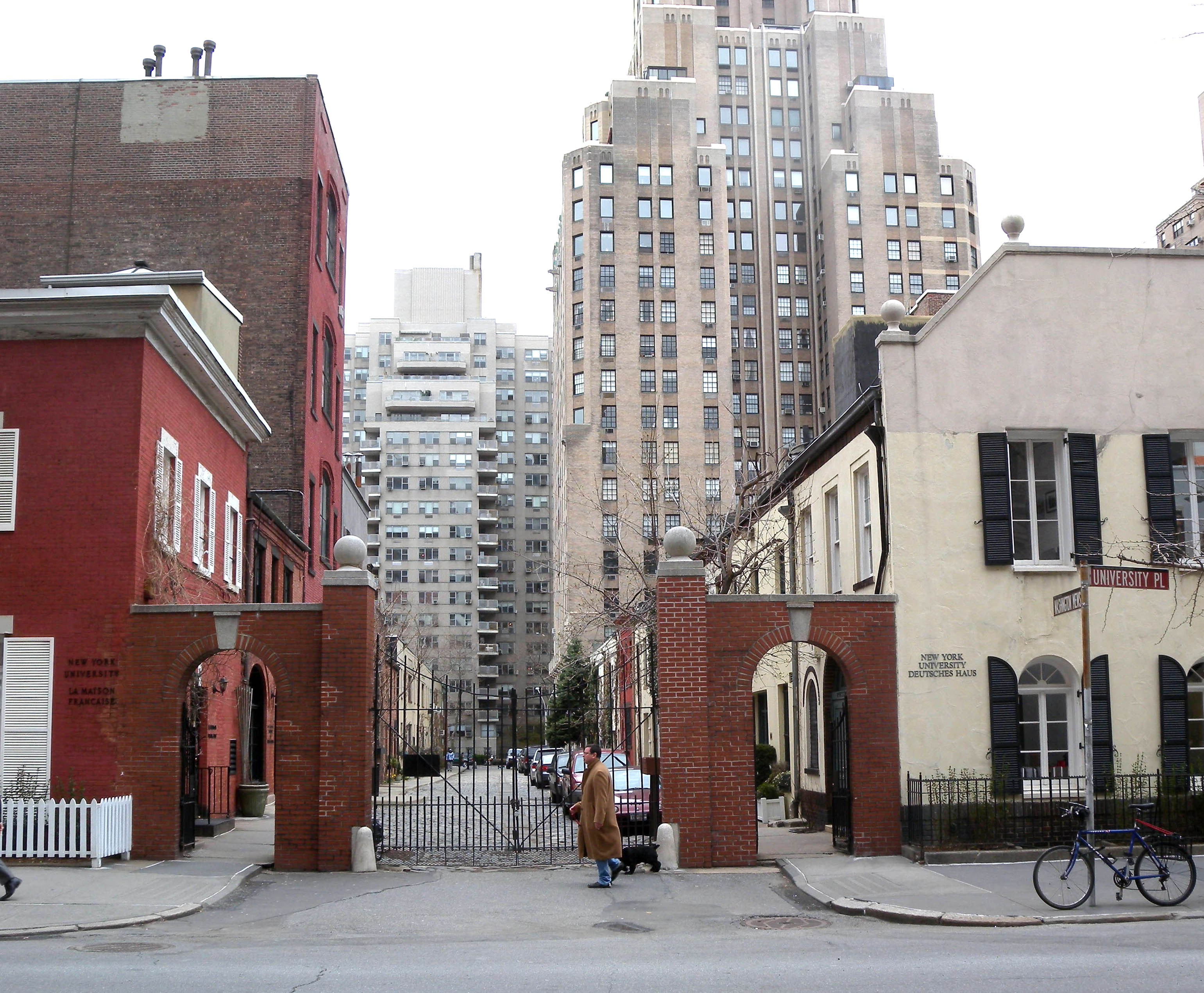
Washington Mews

Washington Mews è una via privata a New York, sita tra la Fifth Avenue e l'Università, a nord di Washington Square Park.
In origine si trattava di un complesso di stalle che serviva le case vicine (Mews in inglese significa scuderia). Le antiche stalle sono state trasformate in abitazioni ed uffici per la vicina New York University.
L'originale strada di mattoni, che si è conservata quasi intatta, unita alle facciate di mattoni imbiancate e con i cespugli rampicanti fa di questa quieta via una bella scena di come era la New York del passato.

## Riferimenti culturali
Nella serie a fumetti Martin Mystère, l'abitazione del protagonista è posta al numero 3/a della strada.